# قائمة أكبر خسائر الثروة
فيما يلي قائمة بالأشخاص الذين فقدوا أكثر من 50 مليار دولارًا أمريكيًا من صافي ثروتهم الشخصية خلال سنة واحدة. حيث كانت العديد من هذه الخسائر نتيجة للتغير في القيمة المرتبطة بملكية الأسهم، وبالتالي كانت خسائر غير محققة، لأن المستثمر لا يخسر إلا عندما يبيع أسهم فتتحقق الخسارة عند ذلك.  الأرقام بالدولار الأمريكي.
|   | خسارة       | سنة  | الشخصية       | جنسية                         | مرجع  |
| - | ----------- | ---- | ------------- | ----------------------------- | ----- |
| 1 | $200 مليار  | 2022 | ايلون ماسك    | الولايات المتحدة جنوب أفريقيا | [ 2 ] |
| 2 | $80 مليار   | 2022 | جيف بيزوس     | الولايات المتحدة              | [ 3 ] |
| 3 | $78 مليار   | 2022 | مارك زوكربيرج | الولايات المتحدة              | [ 3 ] |
| 4 | $60 مليار   | 2023 | غوتام أداني   | الهند                         | [ 4 ] |
| 5 | $58.6 مليار | 2000 | ماسايوشي سون  | اليابان                       | [ 3 ] |

## أنظر أيضا
- سوق أسهم
- قائمة أكبر الأرباح والخسائر للشركات